# Marta Bellan
Marta Bellan – pseudonim Zbigniewa Adrjańskiego i Zbigniewa Kaszkura, piszących teksty piosenek.

## Utwory do tekstów Marty Bellan
Opracowano na podstawie materiału źródłowego.
| - „... i kochaj, kochaj mnie” (melodia tradycyjna) - „A ja sobie pomalutku” (muz. Romuald Żyliński) - „Ballada o dziewczynie” (muz. Marian Lichtman) - „Bycza piosenka” (muz. Marian Zacharewicz) - „Cienie na wietrze” (muz. Janusz Popławski) - „Dom mego dzieciństwa” (muz. Krzysztof Krawczyk) - „Drago” (muz. Kazimierz Ananiew) - „Duży błąd” (muz. Czesław Niemen) - „Dyskotekowy bal” (muz. Jarosław Kukulski) - „Gdzie to jest” (muz. Czesław Niemen) - „Jeszcze sen” (muz. Czesław Niemen) | - „Kto winien jest” (muz. Seweryn Krajewski) - „Luba luboczka” (muz. Krzysztof Krawczyk) - „Mój dziwny zegar” (muz. Hubert Szymczyński) - „Mój pejzaż” (muz. Czesław Niemen) - „Najdłuższa noc” (muz. Czesław Niemen) - „Nie ocieraj łez” (muz. Halina Żytkowiak) - „Pisałeś imię moje” (muz. Zygmunt Apostoł) - „Płonąca stodoła” (muz. Czesław Niemen) - „Powiedz co to za dziewczyna” (muz. Krzysztof Krawczyk) - „Romans przy ognisku” (muz. Leopold Kozłowski) - „Sasza i Alosza” (muz. Edward Pałłasz) | - „Splątane ścieżki” (muz. Marian Lichtman) - „Nie ma szans” (muz. Janusz Popławski) - „Stracony weekend” (muz. Andrzej Mikołajczak) - „Tatrzańska zimowa baśń” (muz. Sławomir Kowalewski) - „Tylko przyjdź” (muz. Henryk Klejne) - „Uśpiony tabor” (melodia tradycyjna) - „W kamienicy jakich mało” (muz. Krzysztof Zakreta) - „Włóczęga” (melodia tradycyjna) - „Wysokie niebo” (muz. Andrzej Seroczyński) - „Yes... yes... yes...” (muz. J. Popławski) |